# Association des écrivains belges de langue française
Pour les articles homonymes, voir AEB.
 (février 2023).
Si vous disposez d'ouvrages ou d'articles de référence ou si vous connaissez des sites web de qualité traitant du thème abordé ici, merci de compléter l'article en donnant les références utiles à sa vérifiabilité et en les liant à la section « Notes et références ».
L'Association des écrivains belges de langue française a été créée en 1902 et est actuellement présidée par Carino Bucciarelli. Elle compte aujourd'hui plus de trois cents membres. Elle publie une revue trimestrielle Nos Lettres.
Son siège se trouve dans la Maison des Écrivains, où des soirées littéraires sont régulièrement organisées. Cet immeuble ixellois était la demeure de l’écrivain Camille Lemonnier (1844-1913).
L'Association décerne plusieurs prix littéraires.

## Prix
- prix Alex Pasquier ;
- prix Constant de Horion ;
- prix Delaby-Mourmaux ;
- prix Emma Martin ;
- prix Geneviève Grand’Ry ;
- prix Gilles Nélod, attribué tous les deux ans et doté d'un montant de 250 euros ;
- prix Hubert Krains.

## Bureau

### Conseil d'administration (au 25/09/2023)
- Président : Carino Bucciarelli
- Vice-présidents : Michel Joiret, Martine Rouhart
- Trésorier : Frédéric Béguin

### Membres du conseil d'administration
- Allard Éric
- Bielecki Isabelle
- Debruyne Christian
- Delcorte Arnaud
- Frère Colette
- Godefroid Sylvie
- Hamesse Anne-Michèle
- Leuckx Philippe
- Massart Robert
- Masson Jean-Pol
- Millon Alexandre
- Namur Yves
- Wilwerth Évelyne

## Membres actuels (liste non exhaustive)
- Alain Bertrand
- Albert Moxhet
- Annie Préaux
- Armel Job
- Carl Norac
- Colette Nys-Mazure
- Dominique Aguessy
- Jacques Mercier
- Nicolas Ancion
- Philippe Leuckx
- Pierre Coran
- Rivka Cohen
- Thierry-Marie Delaunois
- Yves Namur